# Estadio Deportivo Cali
Az Estadio Deportivo Cali a kolumbiai Deportivo Cali labdarúgócsapat stadionja. Ez a legnagyobb befogadóképességű és az egyik legmodernebb sportlétesítmény az egész országban.

## Története
A Deportivo Cali korábban az Estadio Olímpico Pascual Guerreróban játszotta mérkőzéseit, amely azonban nem a csapat saját stadionja volt, hanem meg kellett osztoznia rajta legnagyobb riválisával, az América de Calival. Egy új, saját stadion építésének terve már az 1990-es években megfogalmazódott, ezért 1996-ban a klub vezetői megbízták Harol Abadíát, Gustavo Aranát és Federico O’Byrnét, hogy alakítsanak egy bizottságot, amely meglátogat és megvizsgál több modern ecuadori stadiont, illetve az építés finanszírozási rendszerét, hogy abból ötletet meríthessenek. A kijelölt célpontok az Estadio Monumental Isidro Romero Carbo (Barcelona SC), az Estadio George Capwell (Emelec)
és az Estadio de Liga Deportiva Universitaria (LDU Quito) voltak. A költségbecsléseket Ricardo Mórtola építész végezte el.
1998. november 6-án az Holguín, a Lehner és a Madrinán családok 200 000 m²-nyi területet ajánlottak fel a klubnak, a Cali melletti város, Palmira pedig felajánlotta, hogy 10 évig adómentességet biztosít nekik. A terület hivatalos átadására március 12-én került sor a klub képviselői, az egyik adományozó, Julián Vicente Holguín, valamint Palmira polgármestere, José Antonio Calle jelenlétében. Szeptember 7-én a Palcos y Suites cég már a stadion makettjét is bemutatta.
Az ünnepélyes alapkőletételre 2001. augusztus 24-én került sor, az első lerakott követ Orlando Antonio Corrales García palmirai püspök áldotta meg. A valódi építési munkák Alfredo Gregor ecuadori építész tervei alapján 2002. július 4-én kezdődtek el, ám az építkezés sok időbeli csúszással járt, például azért, mert 2007. február 20-án a régészek egy ősi indián temetőt találtak az építési területen. A malagana kultúrához tartozó őslakók leleteit a helyszínen kialakított múzeumban is bemutatják, valamint az épület külső felületén három festőművész, Mario Gordillo, Pedro Alcántara és Roberto Molano is megjelenítette ezt a kultúrát. Szintén hátráltatta a munkálatokat a vas piaci hiánya, valamint az, hogy át kellett tervezni a létesítmény vízelvezetési rendszerét. Utóbbit még az átadás utáni években is javítani kellett.
2003 szeptemberében még csak a keleti, Carlos Sarmientóról elnevezett és a nyugati, Alex Gorayebről elnevezett lelátó állt majdnem teljesen elkészülve, de a pályán máris rendeztek egy kis négyes utánpótlástornát. Az első ünnepélyes kezdőrúgást Carlos Valderrama végezte el. A Deportivo 2008.
október 29-én mutatkozott be a stadionban, amikor is Harold Herrera góljával 1–0-ra legyőzték a Copa Libertadores akkori bajnokát, az LDU Quitót. November 19-én már válogatottmérkőzésre is sor került itt: Kolumbia Radamel Falcao góljával 1–0-ra verte Nigériát.
A hivatalos avatásra azonban csak 2010. február 21-én került sor, a nyitómeccsen a hazaiak 2–0-s sikert arattak a Deportes Quindío felett.

## Az épület
A stadion Calitól keletre, Palmirától nyugatra, utóbbi település külterületén található. A két város közötti 25-ös főútról észak felé leágazva közelíthető meg. A lelátók befogadóképessége 42 000 fő, ezzel pedig az Estadio Deportivo Cali egész Kolumbia legnagyobb stadionja. A 110 m × 75 m felületű pálya természetes gyeppel van borítva.

## Képek

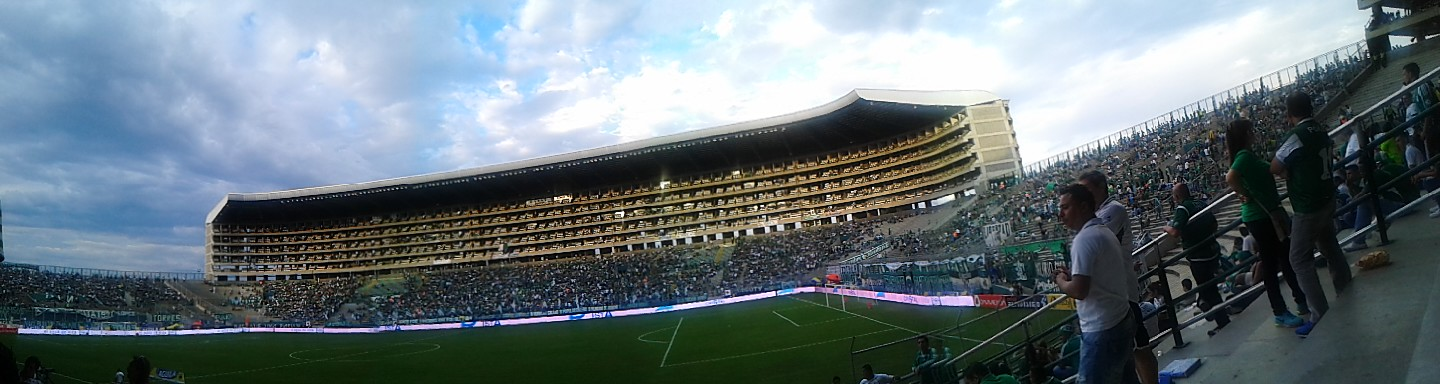
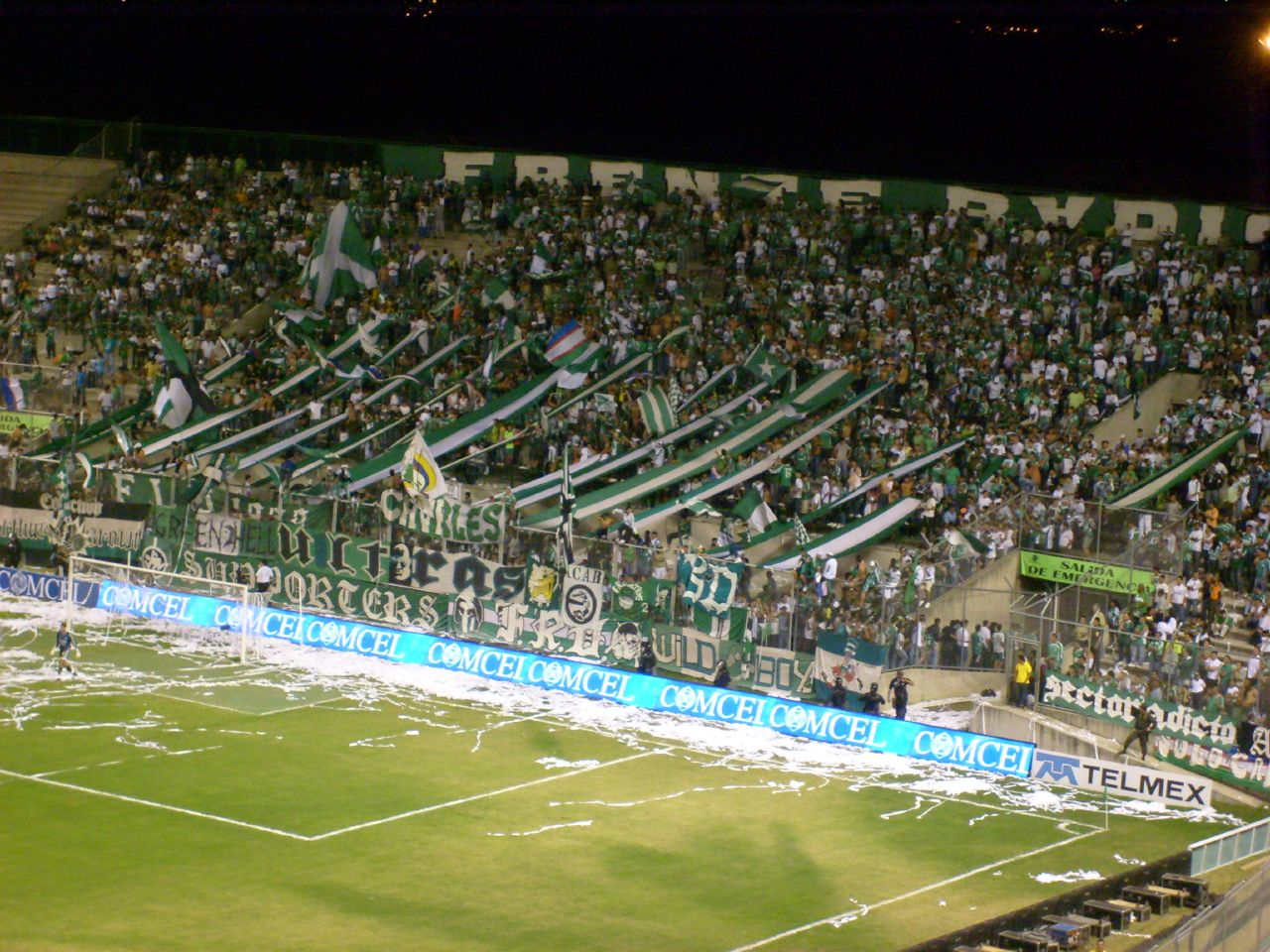
A Frente Radical Verdiblanco szurkolói csoport
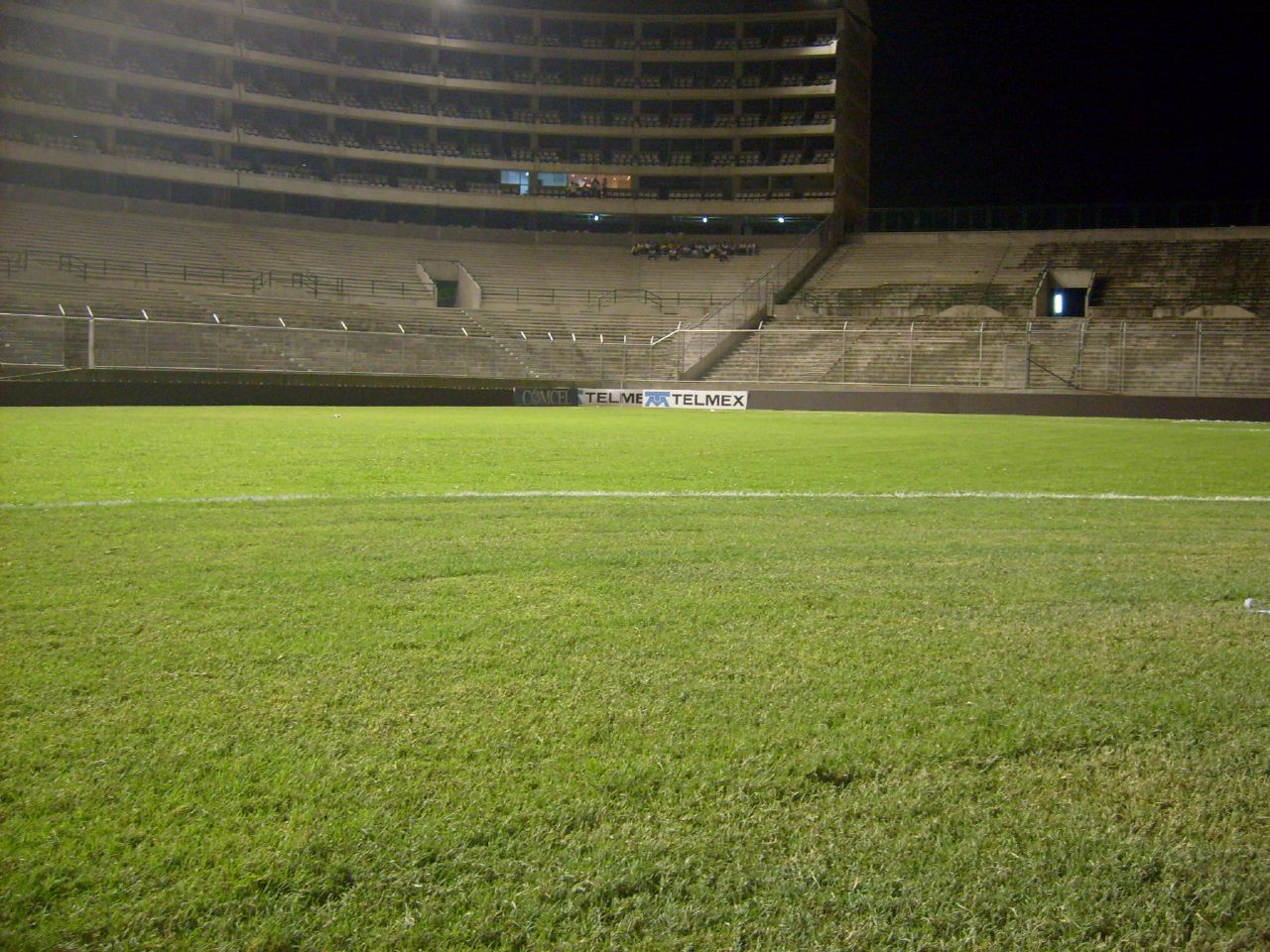
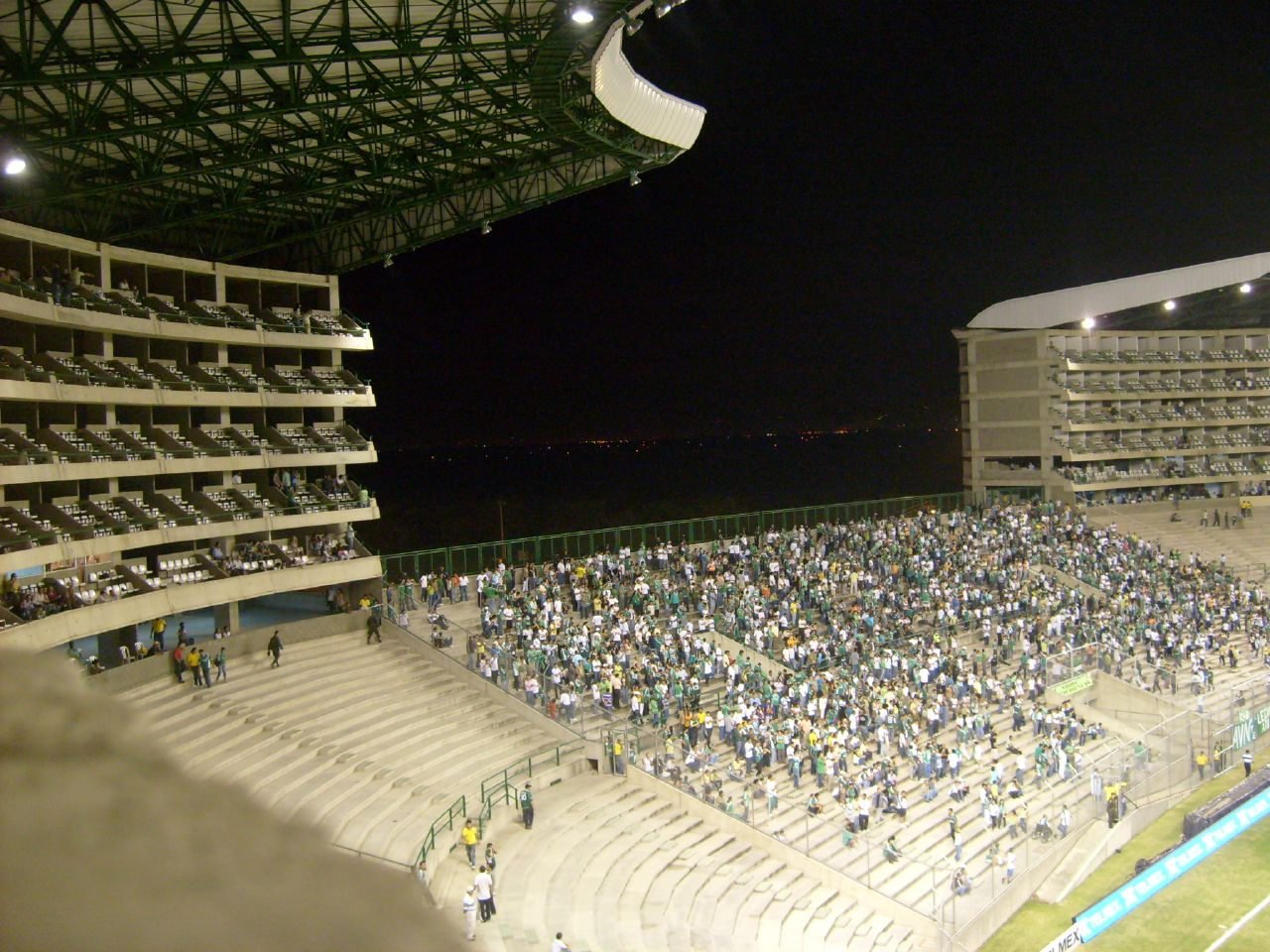